# NGC 5545
NGC 5545 (również PGC 51023 lub UGC 9143) – galaktyka spiralna (Sbc), znajdująca się w gwiazdozbiorze Wolarza. Oddziałuje grawitacyjnie z sąsiednią NGC 5544. Obie te galaktyki stanowią obiekt Arp 199 w Atlasie Osobliwych Galaktyk Haltona Arpa.
Odkrył ją John Herschel. W ciągu trzech nocy w kwietniu 1827 roku obserwował on jej nieco jaśniejszą sąsiadkę NGC 5544, lecz dopiero za trzecim razem, 27 kwietnia, zorientował się, że jest to obiekt podwójny. Nie skatalogował jednak wówczas tej nowo odkrytej galaktyki jako oddzielny obiekt, tylko zamieścił uwagę przy NGC 5544, że to mgławica podwójna. Niezależnie galaktykę odkrył 10 kwietnia 1852 roku Bindon Stoney – asystent Williama Parsonsa.